# Iglesia de San Miguel Arcángel (Estella)
La iglesia de San Miguel de Estella (Navarra, España) está ubicada en la cima de «La Mota», escarpe rocoso muy adecuado para la defensa de la ciudad. Se tienen noticias de la existencia de una parroquia dedicada al arcángel San Miguel desde el año 1145. No obstante, los restos más antiguos que se conservan evidencian una construcción probable entre 1187 y 1196, fecha de la invasión de Navarra por los castellanos durante el reinado de Sancho VII. Las obras se prolongaron en el tiempo, con lo que se encuentran diferentes estilos en el mismo edificio.
La cabecera tardorrománica consta de cinco ábsides escalonados. Las cinco capillas están cubiertas por bóvedas de horno. Las tres naves, compuestas de tres tramos cada una, evidencian formas góticas, y se corresponden a una reforma realizada en la primera mitad del siglo XVI.
Al interior se accede a través de dos puertas, situadas en los lados de la Epístola y del Evangelio. La meridional, del siglo XIII, es muy sencilla, con arquivoltas apoyadas en capiteles decorados con vegetales estilizados y algunas cabecitas. La septentrional reviste mayor interés tanto desde el punto de vista técnico como iconográfico.
Contiene importantes tesoros artísticos, entre los que destaca el retablo de Santa Elena, donado por Martín Pérez de Eulate y Toda Sánchez de Yarza, vecinos de Estella, cuyos sepulcros se hallan en el interior del templo.
Ya en el exterior se encuentra la pequeña capilla de San Jorge, a unos metros de la cabecera y unida a ella mediante un arco apuntado. Es una construcción de nave única trapezoidal, cubierta con bóveda de crucería simple con clave central decorada con una Anunciación. En ella se encuentra una figura de San Jorge a caballo, que sufrió una polémica restauración en 2018 a manos de personal no experto.

## Capillas
En el lado sur del transepto está la capilla de Santa Águeda, con la sepultura de Juan de Eguía y Gracia de Baquedano, bajo una inscripción en romance castellano que reza así (con ortografía actualizada):
Esta sepultura hicieron hacer los magníficos Joan de Eguía y Gra(cia) de Vaquedano, su mujer. Fundaron cuatro misas perpetuas cada semana, que son domingos, lunes, miércoles y viernes. Hanlas de celebrar los vicarios y racioneros de esta iglesia. Tienen por fundación cuatro casas, tenientes una a otra en el prado cabo el portal de San Juan, que censan XX florines cada año. Y han de hacer saber los fundadores y sus sucesores a cada misa y poner candela. Obligáronse y juraron cumplir lo dicho. Consta por Gaspar de Baigorri, notario. Año 1520.
En el lado norte del transepto está la capilla de los Eulate donde está enterrado Martín Pérez de Eulate.

## Imágenes

Iglesia de San Miguel
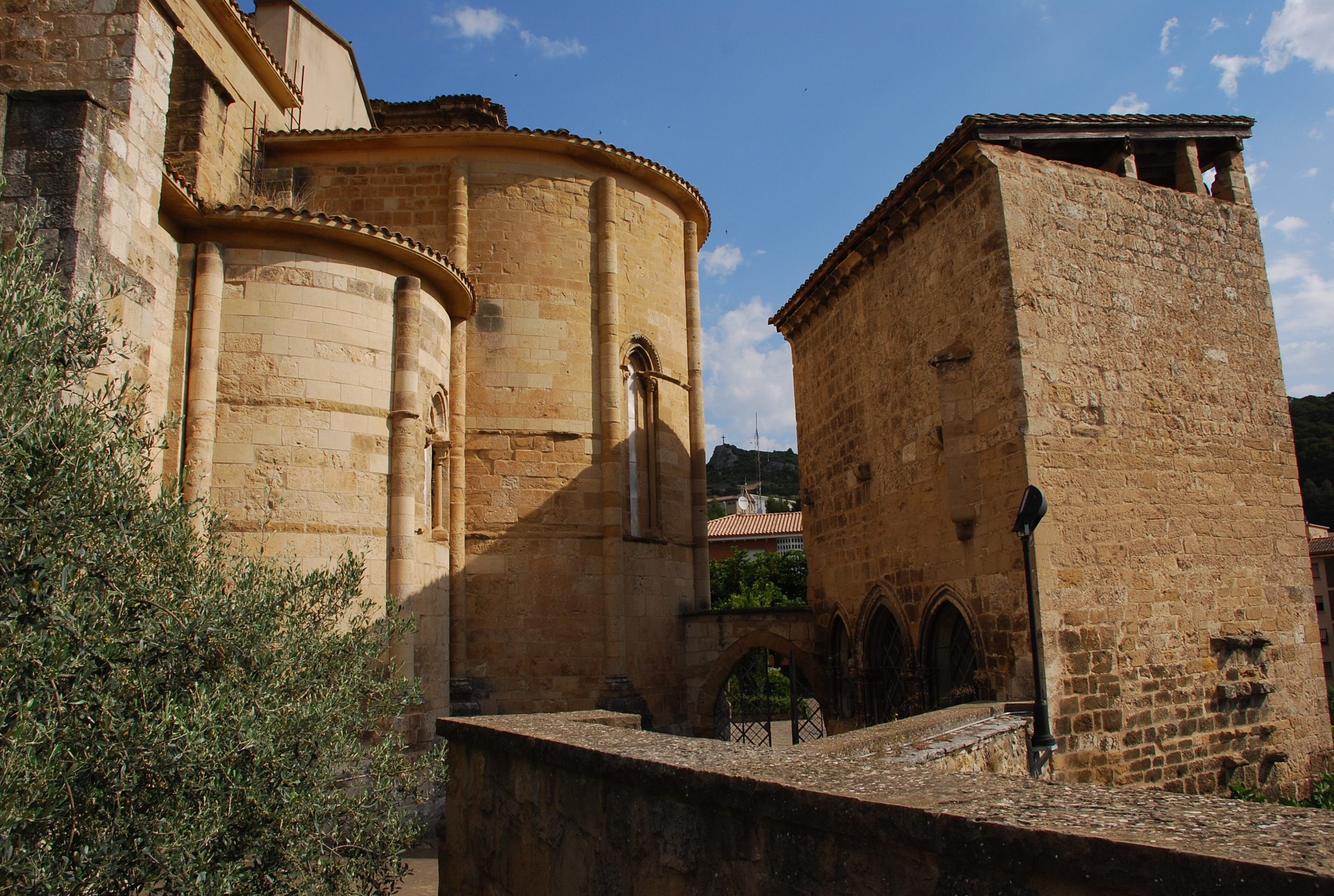
Ábside de San Miguel y capilla de San Jorge.
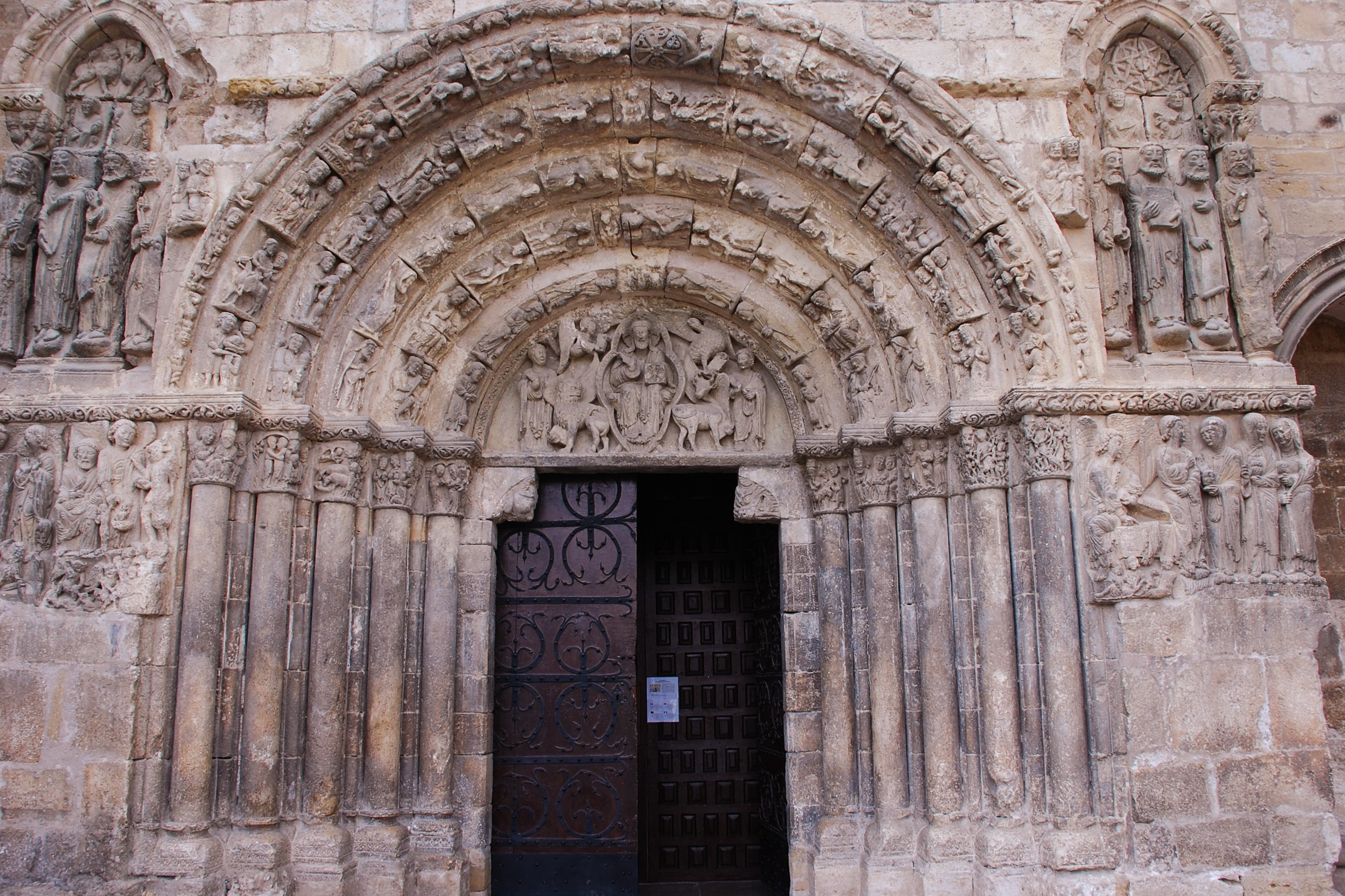
Pórtico de la iglesia de San Miguel.
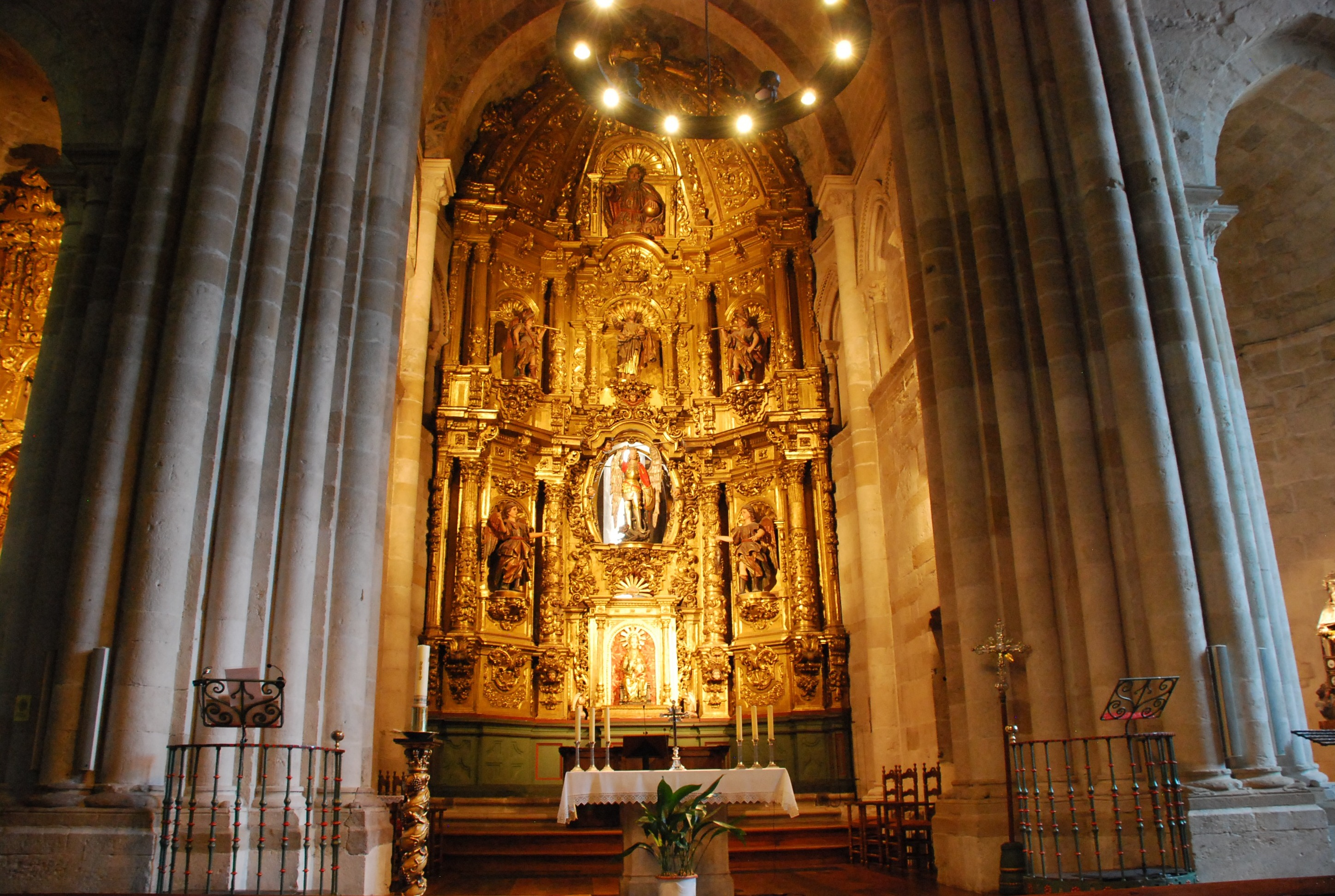
Retablo de la iglesia de San Miguel.